# Poddanství žen

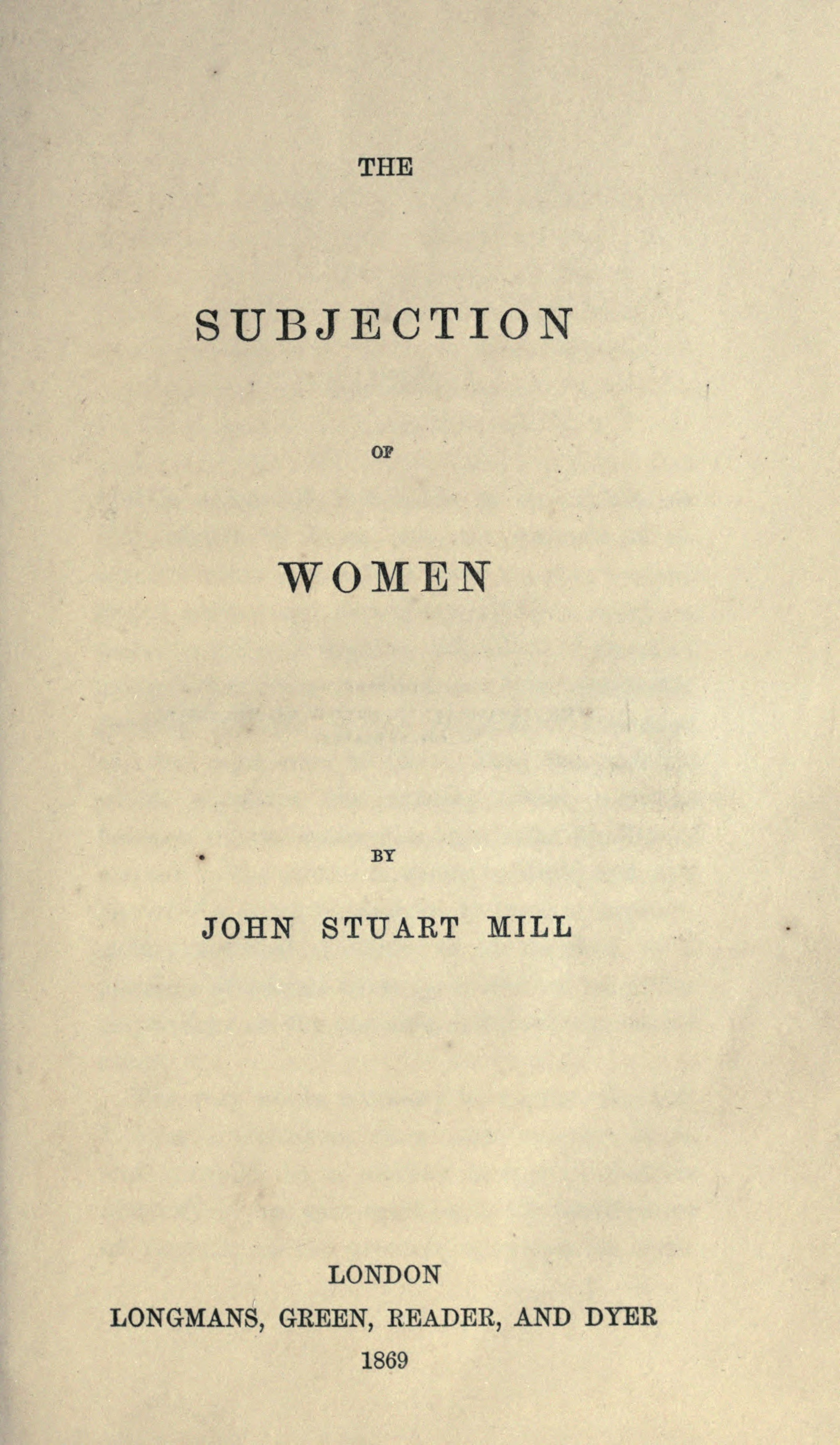
Úvodní strana anglického originálu The Subjection of Women

Esej Poddanství žen (1869, anglicky The Subjection of Women) patří mezi díla britského filosofa a politického ekonoma Johna Stuarta Milla.
Jedná se o esej ze série zaměřené na feministickou filosofii. Publikuje zde názory, které rozvíjel společně se svou ženou Harriet Taylor Mill. Práce popisuje postavení žen na konci 19. století a podporuje myšlenku jejich emancipace.
Mill zastával názor, že intelekt (rozum) přináší větší štěstí než smysly (pud). Věřil také, že každý má mít právo volit, s jedinou výjimkou barbarů a nevzdělaných lidí.
Při psaní eseje si byl vědom své nekonvenčnosti a věděl, že úkol, který si vybral nebude snadný. Argumentuje mimo jiné tvrzením, že poddanost žen je přežitek z minulosti a nemá žádné místo v moderní společnosti.

## Cíl
Za hlavní cíl si dává Mills vysvětlit příčiny všeobecného názoru, že „zásada, která řídí nynější společenské poměry mezi oběma pohlavími – právní podřízenost jednoho pohlaví druhému – jest sama sebou bezprávím a nyní jednou z hlavních překážek pokroku lidského a že měla býti nahrazena zásadou úplné rovnosti, nepřipouštějící ani moc nebo výsad se strany jedné, ani nepředpokládající neschopnost ze strany druhé“

## Argumenty
Mill touto prací útočí na argument, že ženy jsou od své podstaty horší v jistých věcech než muži. Proto by měly být od takových věcí odrazovány nebo by jim měli být přímo zakázány. Snaží se ukázat na mnoha příkladech institucí, států, otroků, nevolníků, starých Řeků a jiných, jak absurdní je společenské postavení žen v jeho době.
Uvádí, že nemůžeme vědět čeho jsou ženy schopny, protože jim nikdy nebyla dána možnost využít své schopnosti. Proto navrhuje, že by se měl udělat test čeho jsou a nejsou ženy schopny – experiment. Společnost by měla založit volný trh, pro služby které ženy vykonávají a měl by jim být za ně zaručen odpovídající zisk. Pouze potom by jejich rozhodnutí mohly odrážet jejich skutečné zájmy a schopnosti.
Pokud by nastala rovnováha mezi muži a ženami přineslo by to veliké výhody nejen pro ženy. Osvobozením nápadů a potenciálu poloviny populace by mělo velký pozitivní dopad na vývoj celého lidstva.

### Postavení ženy na konci 19. století
Společenská role ženy, jako poddané muži a role muže jako vládce vychází podle Milla z přehnané důvěry lidí ve zvyky.
Společenský status žen na konci 19. století přirovnává k primitivnímu stavu otroctví. Je sice zjemněný společenskými mravy a lidskostí, ale přesto jsou v něm viditelné známky surovosti. Takové nestejné postavení žen a mužů pramení z práva silnějšího. Sociální normy říkají, že žena je pohlaví slabší jak mentálně, tak fyzicky.
Ženy byly již od útlého věku vychovávány tak, aby neměly vlastní vůli ani cíle a že jejich povinností je žít pro druhé. Ideální představa ženy v 19. století ji stavěla na pozici ženy, matky a hospodyně.

### Emancipace žen
Ne všechny ženy dobrovolně vstupují do područí mužského. Na konci 19. století poprvé větší počet žen vydává spisy a vyslovují svoji nespokojenost se svým společenským postavením. Žádají být připuštěny k volbám. Chtějí mít možnost dosáhnout stejného vzdělání jako muži a ucházejí se o do té doby ženám nepřístupná zaměstnaní. Takové myšlení bylo umožněno, když se spolu s modernizací zemí uvolnily zákony a nastala svoboda výběru povolání pro muže. 
Mill tvrdí, že emancipace a vzdělání žen by přineslo benefity i pro muže. Pokud by se ženám dostalo stejného vzdělání, představovaly by novou konkurenci. To by vyústilo ve vyšší intelektuální vývoj všech. Tím by se podle Milla zlepšily i vztahy v manželství. Je přesvědčen že se manželství uzavírá čistě na základě zvyku. Kdyby mohly ženy dosahovat vyššího vzdělání, mohly by s muži komunikovat na vyšší intelektuální úrovni a tím vylepšit kvalitu vztahu.
Navrhuje, aby se změnily zákony upravující majetková vlastnictví, možnost pracovat mimo dům a možnost získat finanční stabilitu pro ženy.

### Použitá literatura
- MILL, John Stuart. Poddanství žen. Oddíl 1.. Praha: Vydavatelstvo Časopisu českého studentstva, 1890. 81 s. Dostupné online
- MILL, John Stuart. Poddanství žen. Oddíl 2. Praha: Vydavatelstvo "Časopisu českého studentstva", 1890. 175 s. Dostupné online